# Ethnosphere
Ethnosphere è il quinto album in studio del gruppo musicale Agricantus.

## Tracce
Testi e musiche sono degli Agricantus
CD 1
1. Pinseri - 4:51 (Tonj Acquaviva - Rosie Wiederkehr) come Welt Labyrinth
2. Nye nyndu - 4:10 (Mario Rivera - Rosie Wiederkehr)
3. Rang-wang Tibet - 3:49 (Mario Rivera - Rosie Wiederkehr)
4. Gyantsé - 4:56 (Tonj Acquaviva)
5. Shudde - 4:27 (Tonj Acquaviva - Rosie Wiederkehr) come Welt Labyrinth
6. Dawa - 3:57 (Tonj Acquaviva - Rosie Wiederkehr) come Welt Labyrinth
7. Orbi terrarum - 4:18 (Tonj Acquaviva - Mario Crispi - Rosie Wiederkehr)
8. Vajra - 5:00 (Tonj Acquaviva - Rosie Wiederkehr) come Welt Labyrinth

CD 2
1. Kanassila - 4:05 (Tonj Acquaviva - Dentrix - Pape Kanoutè - Rosie Wiederkehr)
2. Jusu e susu - 4:52 (Tonj Acquaviva - Rosie Wiederkehr)
3. Mellit mellit - 3:25 (Mario Crispi - Nour Fatty)
4. Essence - 3:34 (Tonj Acquaviva - Rosie Wiederkehr)
5. Présence - 5:25 (Mario Crispi - Mario Rivera - Rosie Wiederkehr)
6. Change - 4:29 (Sam Cole - Mario Crispi - Rosie Wiederkehr)
7. Ciavula - 4:04 (Mario Crispi - Tonj Acquaviva)
8. Jusu e susu (radio edit)3:40 (Tonj Acquaviva - Rosie Wiederkehr)